# 아버지 할당제
아버지 할당제(노르웨이어: fedrekvote, 스웨덴어: pappamånader)는 노르웨이, 스웨덴, 아이슬란드에서 시행되는 정책이다.  아버지가 휴가를 내지 않으면 가족은 그들에게 주어진 휴가 기간을 잃게 된다. 따라서 아버지의 할당량은 휴가 기간 자체가 아니라 아버지만이 휴가 기간의 일정 부분을 가질 수 있다는 원칙이다. 원래 4주로 구성된 할당제는 1993년 4월 1일 노동당 정부에 의해 도입되었다. 노르웨이는 1993년에 아버지의 할당제를 도입한 최초의 국가였고, 스웨덴은 1995년에 그 뒤를 이었다. 2005년 이후로 노르웨이의 쿼터는 여러 번 변경되었고, 현재 어머니와 아버지 모두 각각 15주이다. 이 정책에 대한 마지막 변경은 2014년 7월 1일 보수당에 의해 시행되었다. 스웨덴에서는 2016년 1월 1일에 쿼터를 8주에서 12주로 늘렸다. 출생과 관련해서는 아버지가 2주간의 유급휴가를 받는 것이 일반적이지만, 이는 육아휴직이나 아버지의 정원과는 관련이 없고, 통상 사업주가 부담한다.

## 같이 보기
- 육아휴직
- 성평등